# 6664 Tennyo
6664 Tennyo è un asteroide della fascia principale. Scoperto nel 1993, presenta un'orbita caratterizzata da un semiasse maggiore pari a 2,3793324 UA e da un'eccentricità di 0,0756536, inclinata di 4,85117° rispetto all'eclittica.